# Валентино (фільм, 1951)
«Валентино» (англ. Valentino) — американський біографічний фільм 1951 року режисера Люїса Аллена створений з використанням технології «техніколор». Головні ролі грали Елеонора Паркер, Річард Карлсон та Патриція Медина.

## Сюжет
Біографічна, але багато в чому вигадана, розповідь про останні кілька років у житті ідола німого кіно Рудольфа Валентино. Його приваблювали жінки і вони відповідали йому взаємністю. Через суперечку з ведучою танцювальної трупи, Рудольф Валентино пливе на кораблі до США. Тут він був змушений виконувати ряд непрестижних робіт, перш ніж кінорежисер Білл Кінг помітив його як танцюриста-жиголо в танцювальному клубі. З супутницею Кінга того вечора — Джоан Карлайл, Валентино познайомився раніше, коли вона мандрувала інкогніто на трансатлантичному кораблі, який привіз Валентино до США.

## Ролі виконують
- Ентоні Декстер[en] — Рудольф Валентино
- Елеонора Паркер — Джоан Карлай
- Річард Карлсон[en] — Вільям «Білл» Кінг
- Патриція Медина[en] — Ліля Реєс
- Джозеф Калея — Луїджі Вердуччі
- Дона Дрейк — Марія Торрес
- Отто Крюгер — Марк Таверс

## Навколо фільму
- Продюсер Едвард Смолл[en] обрав Ентоні Декстера для головної ролі з понад 75 000 претендентів та 400 кінопроб. Серед тих, хто пройшов тестування, були Рікардо Монтальбан, Фернандо Ламас[en], Джон Голл[en], Джон Дерек[en], Ґай Медісон[en], Артуро де Кордова[en] та Ґай Вільямс[en].
- У фільмі можна побачити уривки з фільмів, у яких грав Валентино, «Шейх» (1921), «Кров і пісок» (1922), «Святий диявол» (1924) та «Орел» (1926).
- Щоб уникнути судових позовів з боку колишніх дружин Валентино та його сім'ї, а саме його брата Альберто, в сценарії фільму є багато вигадок.[1]